# Carolina Darias
Carolina Darias San Sebastián (Las Palmas de Gran Canaria, 25 de noviembre de 1965) es una política y alta funcionaria española, alcaldesa de Las Palmas de Gran Canaria desde 2023.
Anteriormente, ejerció como ministra de Política Territorial y Función Pública entre 2020 y de 2021 y como ministra de Sanidad de 2021 a 2023. También ha tenido participación en la política autonómica canaria, habiendo sido presidenta del Parlamento regional entre 2016 y 2019 y consejera del Gobierno canario entre 2019 y 2020.

## Biografía
Licenciada en Derecho por la Universidad de La Laguna, pertenece al Cuerpo de Administradores Generales de la Administración Pública de la comunidad autónoma de Canarias. 
Miembro del Partido Socialista de Canarias-PSOE, ha sido concejal del Ayuntamiento de Las Palmas de Gran Canaria entre 1999 y 2004, subdelegada del Gobierno en Las Palmas entre 2004 y 2008 y diputada del Parlamento de Canarias donde ocupó la portavocía de la Comisión de Sanidad.
Posteriormente fue directora de Gobierno de Ordenación del Territorio, Urbanismo y Vivienda del ayuntamiento de Las Palmas y de 2008 a 2011, delegada del Gobierno en Canarias, cargo al que renunció para presentarse a las elecciones autonómicas de 2011 como candidata a la Presidencia del Cabildo de Gran Canaria siendo sustituida por Dominica Fernández. Fue portavoz del grupo del PSOE en el Cabildo de Gran Canaria, y vocal de la Ejecutiva Federal del PSOE. 
El 23 de junio de 2015 fue la primera mujer elegida presidenta del Parlamento de Canarias, cargo que mantuvo hasta junio de 2019, cuando fue elegida por el entonces presidente regional Ángel Víctor Torres como consejera de Economía, Conocimiento y Empleo.

### Ministra del Gobierno
El 11 de enero de 2020, se anunció su nombramiento como ministra de Política Territorial y Función Pública en el gobierno de Pedro Sánchez. El 12 de marzo de 2020, el Gobierno confirmó que se había contagiado de coronavirus, siendo la segunda ministra del gabinete en tener dicha enfermedad tras la ministra de Igualdad, Irene Montero. Quedó libre de la enfermedad el 10 de abril de ese año.
Durante toda la pandemia y como ministra responsable de las relaciones entre el Gobierno de la Nación y las distintas administraciones públicas, acompañó al ministro de Sanidad, Salvador Illa, a todas las reuniones del Consejo Interterritorial del Sistema Nacional de Salud así como a otro tipo de reuniones de coordinación y control de ámbito sanitario. Debido a esto, el 26 de enero de 2021 el presidente del Gobierno, Pedro Sánchez, anunció su nombramiento como ministra de Sanidad en sustitución de Salvador Illa. El Gobierno describió su nombramiento como un «relevo natural».
El 5 de noviembre de 2021 firmó una orden ministerial que restituyó el derecho de mujeres solteras, lesbianas, bisexuales y transexuales con capacidad de gestar a acceder a la reproducción asistida en la sanidad pública que había sido suprimido en 2014.

### Alcaldesa de Las Palmas de Gran Canaria
El 18 de noviembre de 2022 se hizo oficial su candidatura a la alcaldía de Las Palmas de Gran Canaria para las elecciones municipales de 2023. El 19 de noviembre hizo oficial su candidatura. El 27 de marzo el presidente del Gobierno anunció que José Manuel Miñones Conde la relevaría al frente de la cartera de Sanidad.
Tras las elecciones municipales, fue elegida alcaldesa el 17 de junio de 2023 con los votos de su partido, Nueva Canarias y Unidas Sí Podemos.Darias es la segunda mujer que ocupa la alcaldía de Las Palmas de Gran Canaria. La primera fue Pepa Luzardo, del Partido Popular, regidora del municipio entre 2003 y 2007.

## Controversias

### Gestión en el Ministerio de Sanidad[15]

#### Gestión de la vacuna AstraZeneca
Uno de los principales desafíos durante la gestión de Carolina Darias en el Ministerio de Sanidad fue la administración de la vacuna de AstraZeneca contra la COVID-19. La distribución inicial de dosis en Europa fue limitada, lo que generó un conflicto entre la Unión Europea y la farmacéutica debido a la falta de cumplimiento en las entregas pactadas.
A pesar de la recomendación de la Agencia Europea del Medicamento (EMA) de administrar la vacuna a todas las personas mayores de 18 años, algunos países, incluido España, establecieron restricciones en su uso. Inicialmente, el Ministerio de Sanidad decidió suministrarla solo a personas menores de 55 años, priorizando a trabajadores esenciales como farmacéuticos, policías, bomberos y docentes.
Posteriormente, tras la detección de casos poco frecuentes de trombosis, la EMA inició una revisión del fármaco y determinó que se trataba de un efecto adverso raro, pero que la vacuna continuaba siendo segura y eficaz. En respuesta, España modificó su criterio y limitó su administración a personas de entre 60 y 69 años, generando incertidumbre sobre la segunda dosis para aquellos menores de 60 que ya habían recibido la primera.
El Ministerio recomendó finalmente una segunda dosis de Pfizer para quienes habían recibido la primera de AstraZeneca, basándose en un estudio del Instituto de Salud Carlos III. Sin embargo, también se permitió que las personas optaran por recibir una segunda dosis de AstraZeneca bajo consentimiento informado. La mayoría de los vacunados eligieron esta última opción, alineándose con las directrices de la EMA.
Esta estrategia generó críticas desde distintos sectores, incluidas comunidades autónomas y sociedades médicas, que cuestionaron la falta de alineación con las recomendaciones europeas.

#### Reforma en el sistema de elección de plazas MIR
Otro punto de controversia durante la gestión de Darias fue la modificación del sistema de elección de plazas para los Médicos Internos Residentes (MIR). El Ministerio de Sanidad implementó un sistema telemático en sustitución del proceso presencial, lo que generó el rechazo de médicos, enfermeros y otros profesionales sanitarios.
Según los opositores, el nuevo sistema impedía la elección de plaza en tiempo real y presentaba fallos técnicos, lo que dificultaba el acceso a determinados puestos. Organizaciones del sector y sindicatos respaldaron las protestas y llevaron el caso a los tribunales, cuestionando la legalidad del procedimiento.
El Ministerio de Sanidad argumentó que la medida respondía a razones sanitarias y de modernización del proceso. Sin embargo, los opositores sostuvieron que el cambio podía afectar la conciliación y provocar un aumento en el número de vacantes no cubiertas.

#### Estrategia de desescalada y restricciones
Con el avance del proceso de vacunación y el fin del estado de alarma, el Ministerio de Sanidad propuso un sistema de restricciones basado en niveles de incidencia acumulada. Este sistema, conocido como el "semáforo COVID", establecía aforos y horarios en función del riesgo epidemiológico.
La medida generó discrepancias entre el Gobierno central y varias comunidades autónomas, entre ellas Madrid, Andalucía, Cataluña, Murcia, Galicia y el País Vasco, que consideraron que las restricciones eran más severas que en momentos previos de la pandemia con mayor incidencia de casos.
Finalmente, tras una sentencia judicial favorable a la Comunidad de Madrid y la oposición de sectores como la hostelería y el ocio nocturno, la medida fue retirada.

#### Vacunación de la selección española de fútbol
La vacunación de la selección española de fútbol antes de su participación en la Eurocopa fue otro de los temas que generó debate. La inmunización del equipo fue cuestionada por algunos sectores que consideraban que los jugadores habían recibido un trato preferente respecto a los grupos de edad establecidos en el plan de vacunación.
Inicialmente, el Ministerio de Sanidad trasladó la decisión al Consejo Interterritorial de Salud, lo que generó críticas de algunas comunidades autónomas. Finalmente, la vacunación de los jugadores fue llevada a cabo por las Fuerzas Armadas.
En paralelo, algunos colectivos médicos señalaron que los MIR, a pesar de su próxima incorporación a los hospitales, no contaban con un plan de vacunación específico. Finalmente, se determinó que serían inmunizados al iniciar su actividad laboral con la vacuna asignada por cada comunidad autónoma.

### Polémicas por su gestión de Las Palmas de Gran Canaria
Carolina Darias, durante su gestión como alcaldesa de Las Palmas de Gran Canaria, ha enfrentado diversas críticas relacionadas con la ejecución de proyectos urbanos, la falta de limpieza y la transparencia en la administración municipal. A continuación, se detallan algunas de las principales controversias:
Protestas vecinales por la falta de limpieza
En octubre de 2024, residentes del barrio de Triana se congregaron en la calle principal para manifestar su descontento con la limpieza y seguridad en la zona. Armados con cepillos y fregonas, alrededor de medio centenar de vecinos expresaron su preocupación por el "abandono" que, según ellos, sufría el barrio por parte del Ayuntamiento de Las Palmas de Gran Canaria. Ante estas protestas, la concejala de Servicios Públicos y Carnaval, Inmaculada Medina, tachó a los vecinos de la autodenominada "Revolución de los Cepillos"como "vecinos que no han cogido en su vida un cepillo" en una comisión de Pleno del Ayuntamiento. Posteriormente, a estas protestas se han sumado vecinos de todos los barrios de la ciudad.
Simultáneamente, en el barrio de Almatriche Bajo, vecinos organizaron una protesta similar, denunciando que llevaban aproximadamente cuatro meses sin servicio de barrendero. Estas manifestaciones reflejan un sentimiento generalizado de insatisfacción en varios barrios de la ciudad.
En noviembre de 2024, trabajadores del servicio de limpieza municipal llevaron a cabo una protesta frente a las Casas Consistoriales. Exigían soluciones ante la falta de personal y recursos, y solicitaban una reunión con la alcaldesa Carolina Darias para abordar estos problemas. Los sindicatos CCOO y UGT no se sumaron a esta protesta, pero se hizo un llamado a todos los empleados de la corporación para que participaran.
La gestión de la limpieza en la ciudad ha sido objeto de debate político. El Partido Popular (PP) y Coalición Canaria (CC) han criticado al gobierno municipal por el deterioro del servicio de limpieza y han exigido soluciones urgentes. El PP, en particular, ha anunciado su intención de solicitar la reprobación del concejal de Limpieza, Héctor Alemán, debido a las continuas protestas vecinales y la falta de acción percibida por parte del Ayuntamiento 
Ante las críticas, la alcaldesa Darias ha destacado el trabajo del Servicio Municipal de Limpieza, señalando que en operativos especiales se han retirado más de 170.000 kilos de residuos. Sin embargo, también ha subrayado la necesidad de mejorar el comportamiento ciudadano en cuanto al depósito de residuos y enseres, indicando que diariamente se producen entre 60 y 70 vertidos irregulares.
Proyectos Puerto-Ciudad y MetroGuagua
La gestión de Darias en los proyectos de integración entre el puerto y la ciudad, así como en el desarrollo de la MetroGuagua, ha sido objeto de críticas por parte de partidos de la oposición. Jimena Delgado, portavoz del PP, ha señalado una "deteriorada relación entre el Puerto y la Ciudad", lo que, según ella, ha afectado negativamente el avance de iniciativas como la Pasarela que conecta la zona portuaria con el entorno del Mercado del Puerto y la Playa de Las Canteras. Delgado también ha calificado la gestión de Darias como "desastrosa", mencionando un deterioro en los servicios básicos y problemas en la ejecución del proyecto MetroGuagua. Por su parte, David Suárez, portavoz de Coalición Canaria, ha criticado la paralización del traslado de las naves del Programa Mundial de Alimentos y Cruz Roja al interior del Puerto, decisión que, según él, priva a la capital de un gran pulmón verde y de la tan anhelada zona Puerto-Ciudad
Transparencia en la Sociedad de Promoción
El PP ha acusado a Darias de perpetuar la "opacidad" en la Sociedad de Promoción de Las Palmas de Gran Canaria. Según denuncias presentadas ante la Fiscalía Anticorrupción, se alega que la mayoría de los contratos de esta entidad se adjudican "a dedo" a un entramado de 12 empresas supuestamente vinculadas entre sí. Una de estas empresas, que ha facturado 600.000 euros durante el mandato de Darias, tiene como administradora única a una consejera de la propia Sociedad de Promoción. Estas acciones podrían constituir presuntos delitos de prevaricación administrativa y malversación de caudales públicos
Concurso del Paseo del Guiniguada
Un grupo de profesionales y académicos de Canarias ha solicitado la suspensión del concurso 'Paseo Guiniguada de la Cultura y las Artes Canarias', promovido por el Ayuntamiento de Las Palmas de Gran Canaria. Argumentan que el proyecto contradice el planeamiento insular al proponer la canalización del barranco con bóvedas de hormigón e ignora a ciertos barrios relacionados geográficamente con el Guiniguada. Además, instan a la redacción de un Plan Especial de Ordenación del área del Barranco del Guiniguada que incluya trámites ambientales y participación ciudadana.

## Cargos desempeñados
- Concejala del Ayuntamiento de Las Palmas de Gran Canaria (1999-2004).
- Subdelegada del Gobierno en Las Palmas (2004-2008).
- Delegada del Gobierno en las Islas Canarias (2008-2011).
- Consejera del Cabildo Insular de Gran Canaria (2011-2015).
- Portavoz del Grupo Socialista en el Cabildo Insular de Gran Canaria (2011-2015).
- Diputada por Gran Canaria en el Parlamento de Canarias (2015-2019).
- Presidenta del Parlamento de Canarias (2015-2019).
- Consejera de Economía, Conocimiento y Empleo del Gobierno de Canarias (2019-2020).
- Ministra de Política Territorial y Función Pública (2020-2021).
- Ministra de Sanidad (2021-2023).
- Alcaldesa de Las Palmas de Gran Canaria (2023-).